# Ізельтвальд
Ізельтвальд (нім. Iseltwald) — громада  в Швейцарії в кантоні Берн, адміністративний округ Інтерлакен-Обергаслі.

## Географія
Громада розташована на відстані близько 50 км на південний схід від Берна.
Ізельтвальд має площу 21,9 км², з яких на 2,3% дозволяється будівництво (житлове та будівництво доріг), 31,4% використовуються в сільськогосподарських цілях, 47,4% зайнято лісами, 18,8% не є продуктивними (річки, льодовики або гори).

## Демографія
2019 року в громаді мешкало 430 осіб (-1,1% порівняно з 2010 роком), іноземців було 10%. Густота населення становила 20 осіб/км².
За віковим діапазоном населення розподілялося таким чином: 18,6% — особи молодші 20 років, 54,7% — особи у віці 20—64 років, 26,7% — особи у віці 65 років та старші. Було 204 помешкань (у середньому 2,1 особи в помешканні).
Із загальної кількості 107 працюючих 21 був зайнятий в первинному секторі, 23 — в обробній промисловості, 63 — в галузі послуг.